# Gary Yates
Gary Yates est un réalisateur canadien né à Montréal.

## Filmographie

### Cinéma
- 2002 : Made for TV
- 2004 : Seven Times Lucky
- 2006 : Niagara Motel
- 2009 : High Life

### Télévision

#### Téléfilms
- 2007 : L'oeil de la bête (Eye of the Beast)
- 2007 : Maneater
- 2009 : Le Courage au cœur (Taken in Broad Daylight)
- 2010 : Écran de fumée (Sandra Brown's Smoke Screen)
- 2010 : Le Mariage de ma meilleure amie (Wedding for one)
- 2010 : La Dernière Énigme (The Last Christmas)
- 2011 : Un ticket gagnant pour Noël (Lucky Christmas)
- 2012 : Un cœur pour Noël (The Christmas Heart)
- 2012 : Marié avant Noël (A Bride for Christmas)
- 2014 : L'étincelle de l'amour (When Sparks Fly)
- 2015 : Le renne des neiges (Last Chance for Christmas)
- 2016 : Quand la demoiselle d'honneur s'en mêle (Wedding Bells)
- 2016 : Noël à pile ou face (A Dream of Christmas)
- 2017 : Coup de foudre chez le Père Noël (Snowed-Inn Christmas)
- 2018 : Coup de foudre sous la neige (One Winter Weekend)
- 2018 : La perle de l'amour (Pearl in Paradise)
- 2018 : Coup de foudre au ranch (Under the Autumn Moon)
- 2018 : Sauver une vie pour Noël (Once upon a Christmas miracle)
- 2018 : Les biscuits préférés du Père Noël (A Christmas in Tennessee)
- 2019 : Des fiançailles sous la neige (One Winter Proposal)
- 2019 : Coup de foudre & chocolat (Easter Under Wraps)
- 2019 : Coup de foudre pour la bachelorette (My One & Only)
- 2019 : Une romance de Noël en sucre d'orge (Merry & Bright)
- 2019 : La partition perdue de Noël (Our Christmas Love Song)
- 2020 : Sweet Autumn
- 2020 : Les 12 rendez-vous de Noël (On the 12th Date of Christmas)
- 2020 : Noël, mon boss & moi (Christmas by Starlight)

#### Séries télévisées
- 1996 : Open Wide
- 2000 : Unique au monde
- 2002 : Canada à la carte (série documentaire)
- 2010 : Shadow Island Mysteries (mini-série)
- 2012 : Less Than Kind (1 épisode)
- 2014-2015 : The Pinkertons (4 épisodes)